# 2. česká fotbalová liga 2001/2002

Tento článek vypovídá o 2. nejvyšší fotbalové soutěži v Česku – o jejím devátém ročníku. O ročníku 2001/02.
| Poř. | Tým                        | Z  | V  | R  | P  | VG | OG | B  |
| ---- | -------------------------- | -- | -- | -- | -- | -- | -- | -- |
| 1.   | SK České Budějovice        | 30 | 20 | 6  | 4  | 58 | 20 | 66 |
| 2.   | FK Zlín                    | 30 | 18 | 10 | 2  | 56 | 24 | 64 |
| 3.   | FK Mladá Boleslav          | 30 | 15 | 7  | 8  | 40 | 29 | 52 |
| 4.   | FC Viktoria Plzeň          | 30 | 15 | 5  | 10 | 56 | 34 | 50 |
| 5.   | FK AS Pardubice            | 30 | 12 | 10 | 8  | 39 | 30 | 46 |
| 6.   | SC Xaverov Horní Počernice | 30 | 13 | 7  | 10 | 44 | 36 | 46 |
| 7.   | FC Vysočina Jihlava        | 30 | 12 | 6  | 12 | 47 | 46 | 42 |
| 8.   | FC Vítkovice               | 30 | 9  | 13 | 8  | 38 | 38 | 40 |
| 9.   | 1. HFK Olomouc             | 30 | 10 | 8  | 12 | 36 | 39 | 38 |
| 10.  | SK LeRK Prostějov          | 30 | 8  | 12 | 10 | 33 | 34 | 36 |
| 11.  | FC MUS Most 1996           | 30 | 9  | 9  | 12 | 36 | 37 | 36 |
| 12.  | SK Sigma Olomouc B         | 30 | 9  | 8  | 13 | 33 | 53 | 35 |
| 13.  | FC Chomutov                | 30 | 9  | 7  | 14 | 30 | 50 | 34 |
| 14.  | SK Spolana Neratovice      | 30 | 7  | 9  | 14 | 33 | 39 | 30 |
| 15.  | SK Baník Ratíškovice       | 30 | 6  | 3  | 21 | 19 | 55 | 21 |
| 16.  | FK Mogul Kolín             | 30 | 5  | 6  | 19 | 22 | 56 | 21 |

## Soupisky mužstev
(v závorce za jménem je počet utkání a branek)

### SK České Budějovice
Patrik Kolář (2/0/0),
Miroslav Seman (28/0/17) –
Pavel Hapal (8/0),
David Horejš (22/1),
Tomáš Janda (12/0),
Michal Káník (9/1),
Tomáš Klinka (24/9),
Miroslav Koblenc (2/0),
Petr Kopp (4/0),
Marcel Kordík (1/0),
David Lafata (14/7),
Martin Latka (5/1),
Martin Leština (7/0),
Stanislav Marek (14/0),
Zdeněk Opravil (20/0),
Marián Palát (8/1),
Luboš Pecka (13/1),
Miloslav Penner (28/0),
Roman Pivoňka (4/0),
Jaromír Plocek (19/4),
Jiří Pospíšil (14/0),
Jiří Povišer (29/4),
Tomáš Řehoř (2/0),
Martin Silmbrod (2/0),
Tomáš Sivok (27/9),
Ivo Svoboda (9/2),
Karel Vácha (27/11),
Martin Vozábal (15/4),
Martin Vyskoč (6/0),
Radim Wozniak (23/1),
Václav Zedník (5/0) –
trenéři Milan Bokša (1.–18. kolo) a Pavel Tobiáš (19.–30. kolo)

### FK Svit Zlín
Aleš Kořínek (2/0),
Martin Lejsal (2/0),
Otakar Novák (26/0) –
Roman Dobeš (18/0),
Tomáš Dujka (4/0),
Štefan Gabria (1/0),
Michal Hlavňovský (28/8),
David Hubáček (23/0),
Vladimír Chalupa (23/0),
Tomáš Janda (10/4),
Petr Klhůfek (27/3),
Jiří Koubský (27/2),
Zdeněk Kroča (12/1),
Radim Krupník (12/1),
Josef Lukaštík (26/5),
Jan Míl (7/1),
Michal Nehoda (11/4),
Petr Novosad (24/2),
Michal Salák (25/6),
Miroslav Sečen (14/1),
Petr Slončík (19/4)
David Šmahaj (11/2),
Jaroslav Švach (27/5),
Vlastimil Vidlička (6/0),
Ladislav Zakopal (7/0),
Libor Zapletal (11/1),
Luděk Zdráhal (5/2),
Petr Zemánek (10/5) –
trenéři Bohumil Páník (1.–15. kolo) a František Komňacký (16.–30. kolo)

### FK Mladá Boleslav
Libor Macháček (24/0),
Miroslav Miller (6/0) –
Libor Bosák (5/0),
Václav Budka (2/0),
František Douděra (2/0),
Marek Duda (1/0),
Petr Dvořák (8/0),
David Filinger (4/1),
David Gögh (12/0),
Jan Gruber (11/0),
Petr Hlavsa (4/0),
Lukáš Hodan (23/4),
Petr Hupka (3/0),
František Jakubec (26/4),
Vladimír Kocourek (1/0),
Karel Kroupa (11/3),
Tomáš Kulvajt (11/5),
Marek Matějovský (3/0),
Martin Morávek (9/1),
Martin Mrvík (1/0),
Lukáš Novotný (20/1),
Václav Paleček (14/0),
Milan Páleník (14/0),
Miroslav Paták (8/0),
Martin Pěnička (10/2),
Peter Piroško (4/0),
Jan Rajnoch (19/2),
Tomáš Sedláček (4/0),
Michal Seman (5/0),
Jan Skoupý (21/0),
David Sládeček (4/1),
Dalibor Slezák (15/7),
Jaromír Šmerda (23/1),
Daniel Tchuř (15/0),
Michal Vaniš (6/0),
Pavel Vašíček (13/0),
Jan Zelenka (11/2) –
trenér Josef Hloušek

### FC Viktoria Plzeň
Zbyněk Hauzr (18/0),
Michal Šilhavý (5/0),
Martin Ticháček (7/0) –
Milan Barteska (14/0),
Pavel Fořt (27/14),
Pavel Grznár (27/6),
Tomáš Hudec (2/0),
Róbert Jež (24/3),
Petr Kašťák (12/3),
Miloslav Kousal (11/2),
Vlastimil Kožíšek (1/0),
Vladimír Kožuch (10/1),
Ondřej Král (2/0),
Tomáš Marek (8/1),
Tomáš Peteřík (8/3),
Václav Pěchouček (4/0),
Lukáš Pleško (11/1),
Petr Podzemský (14/2),
Tomáš Procházka (12/1),
Václav Procházka (1/0),
Martin Rusňák (1/0),
Saša Sabljak (13/0),
Petr Smíšek (21/6),
Marek Smola (19/0),
Jaroslav Šedivec (22/7),
Petr Šíma (1/0),
Martin Švejnoha (30/1),
Benjamin Vomáčka (27/1),
Jan Zakopal (29/0),
Ondřej Zapoměl (12/1) –
trenéři Miroslav Koubek (1.–12. kolo), Ivan Kovács (13.–15. kolo) a Petr Rada (16.–30. kolo)

### FK Atlantic Slovan Pardubice
Pavel Raba (14/0),
David Šimon (17/0) –
Lukáš Adam (19/1),
Milan Bakeš (18/0),
Aleš Bednář (28/4),
Libor Bosák (13/3),
Radek Bukač (21/2),
Jaroslav David (30/0),
Radek Dolejský (21/0),
Jan Gruber (10/4),
Jiří Kaciáň (24/2),
Josef Kaufman (4/1),
Michal Kocourek (3/0),
Petr Kopp (8/0),
Zdeněk Kotalík (3/0),
Tomáš Kroulík (7/0),
Pavel Němeček (2/0),
Roman Nohavica (24/1),
Petr Pavlík (28/8),
Kamil Pecivál (8/0),
Petr Průcha (7/2),
Libor Púčala (1/0),
Svatopluk Spáčil (10/1),
Miroslav Šmátrala (2/0),
Radek Šourek (20/1),
Martin Třasák (23/1),
Jiří Valta (10/0),
Aleš Vencl (12/4),
Jan Volejník (2/0),
Pavel Vrba (19/2),
Petr Zahálka (2/0) –
trenér Martin Pulpit

### SC Xaverov Horní Počernice
Václav Marek (6/0),
Jaroslav Mašín (11/0),
Petr Víšek (14/0) –
Zdeněk Bečka (14/0),
Jakub Bureš (4/0),
Martin Frýdek (14/3),
Tibor Fülöp (11/0),
Filip Herda (13/0),
Zdeněk Houštecký (21/0),
Roman Kolín (28/0),
Jan Kopáňko (16/1),
Matej Krajčík (23/3),
Jiří Krejcar (12/0),
Radim Laibl (1/0),
Jaroslav Ložek (29/2),
Lukáš Marek (25/0),
Martin Mašek (1/0),
Radek Miřatský (11/0),
Lubomír Myšák (29/15),
Petr Pokorný (12/0),
Pavel Putík (27/10),
Daniel Rygel (7/0),
Milan Šafr (27/4),
Radek Šindelář (27/3),
Viktor Švestka (6/0),
Vít Turtenwald (26/2) –
trenér Juraj Šimurka

### FC Vysočina Jihlava
Jiří Bartoš (26/0/7),
Martin Bílek (4/0/0) –
Pavel Bartoš (10/0),
Milan Boušek (4/0),
Daniel Bratršovský (21/4),
Martin Černoch (13/4),
Petr Fousek (2/1),
Aleš Frolda (1/0),
Vladimír Hekerle (21/1),
Aleš Hošťálek (22/5),
Jindřich Jirásek (10/0),
Michal Kadlec (22/0),
Tomáš Kaplan (23/3),
Ivo Koníř (15/1),
Miloslav Kufa (15/2),
David Lafata (5/1),
Jiří Malínek (16/0),
Aleš Ryška (15/2),
Radek Sláma (15/1),
Lubomír Slavík (25/7),
Jaroslav Sochor (2/0),
Ladislav Šebek (24/7),
Ondřej Šourek (2/0),
Petr Tržil (12/0),
Lukáš Vaculík (26/3),
Vladimír Vácha (6/0),
Karel Večeřa (29/2),
Michal Veselý (26/1),
Ivo Zbožínek (5/1) –
trenér Miloslav Machálek

### FC Vítkovice
Tomáš Grigar (3/0),
Jakub Kafka (27/0),
Jiří Pospěch (1/0) –
Radim Derych (29/2),
Jindřich Dohnal (14/0),
Tomáš Freisler (26/2),
Patrik Gross (28/2),
Tomáš Hejdušek (10/0),
Petr Hupka (13/1),
Miroslav Kaloč (24/1),
Daniel Kaspřík (26/7),
Petr Kirschbaum (11/1),
Marek Kloupar (15/2),
Jaroslav Kupka (24/0),
Jaroslav Laub (25/4),
Pavel Malcharek (2/0),
Tomáš Mikulenka (20/1),
David Molnár (2/0),
Vítězslav Mooc (12/3),
David Mydlo (14/1),
Lubomír Němec (24/1),
Radek Pilař (10/3),
Marek Poštulka (8/0),
Martin Rozhon (15/6),
Aleš Vojáček (23/0),
Ondřej Vrba (7/0) –
trenér Jiří Bartl

### 1. HFK Olomouc
Peter Brezovan (13/0),
Miroslav Hrdina (14/0),
Marek Janků (3/0) –
Daniel Čakajík (23/2),
Jiří Derco (15/0),
Jaroslav Diepold (9/1),
Jan Doseděl (6/0),
Radek Drulák (30/16),
Petr Faldyna (8/0),
Jiří Henkl (27/2),
Rastislav Kaščák (25/0),
Jaroslav Kolínek (11/1),
Jiří Krohmer (12/0),
Ivo Lošťák (29/4),
Ondřej Malohlava (7/0),
Jaroslav Moník (7/1),
Radomír Müller (2/0),
Emil Nečas (19/1),
Lukáš Nechvátal (8/0),
Lukáš Okleštěk (13/0),
Tomáš Pavlínský (11/0),
Adrián Rolko (1/0),
Radek Řehák (26/0),
Roman Sedláček (12/4),
Aleš Schuster (13/0),
Svatopluk Spáčil (13/1),
Jan Stráněl (3/0),
Martin Šavrňák (13/0),
Zdeněk Štěpanovský (15/0),
Daniel Zavadil (23/1),
Přemysl Zbončák (7/0) –
trenéři Karel Trnečka (1.–12. kolo) a Roman Pivarník (13.–30. kolo)

### SK LeRK Prostějov
Tomáš Bureš (11/0),
Miroslav Hrdina (15/0),
Radim Vlasák (4/0) –
Vladimír Bárta (7/0),
Miroslav Boniatti (29/8),
Tomáš Cigánek (14/1),
Roman Drga (15/1),
Zdeněk Halenka (1/0),
Zdeněk Houšť (24/1),
Aleš Chmelíček (6/1),
Radek Janeček (1/0),
Václav Knop (1/0),
Michal Kopecký (3/0),
Petr Krátký (28/1),
Radek Kreml (15/0),
Lukáš Krobot (1/0),
Sergej Labodovskyj (7/0),
Aleš Látal (7/0),
Jiří Liška (22/1),
Martin Lukšík (22/1),
Milan Macík (14/2),
Rudolf Muchka (12/0),
Jan Navrátil (16/0),
Milan Přecechtěl (1/0),
Tomáš Robenek (16/2),
Aleš Ryška (10/1),
Michal Spáčil (17/6),
Tomáš Stančík (2/0),
Jaroslav Svozil (10/0),
Michal Štefka (13/1),
Peter Štyvar (10/1),
Petr Tichý (20/0),
Pavel Vojtíšek (13/0),
Ivo Zbožínek (9/1),
Luděk Zdráhal (5/1),
Jan Žemlík (5/3) –
trenéři Vítězslav Kolda (1.–15. kolo) a Valdemar Horváth (16.–30. kolo)

### FC MUS Most
Michal Kýček (9/0),
Oldřich Meier (23/0) –
Vladimír Blüml (6/0),
Marek Endl (18/1),
Josef Hamouz (21/0),
Aleš Chmelíček (8/0),
Tomáš Jakus (6/2),
Miroslav Jirka (7/3),
Petr Kašťák (14/0),
David Köstl (9/0),
Jan Kraus (4/0),
Lubomír Langer (26/11),
Martin Matlocha (26/0),
Tomáš Peteřík (13/1),
Václav Pěchouček (11/2),
Tomáš Pilař (11/1),
Tomáš Poláček (15/0),
Libor Polomský (20/2),
Jan Procházka (21/2),
Petr Sedlák (23/0),
Václav Spal (27/0),
Michal Šmíd (11/2),
Kamil Štěpaník (23/3),
Michal Vašák (27/3),
Adrian Vizingr (26/1),
Jan Zušťák (6/0) –
trenéři Luboš Urban (1.–25. kolo) a Miroslav Janů (26.–30. kolo)

### SK Sigma Olomouc „B“
Tomáš Bureš (9/0),
Petr Jurčík (2/0),
Martin Pařízek (5/0),
Jindřich Skácel (4/0),
Pavel Štěpán (4/0),
Martin Vaniak (2/0),
Radim Vlasák (5/0) –
David Čep (11/0),
Jiří Gába (11/0),
Tomáš Glos (20/0),
Michal Hubník (1/0),
Roman Hubník (4/0),
Martin Hudec (23/3),
Aleš Chmelíček (3/0),
Václav Jordánek (24/1),
Václav Knop (6/0),
David Kobylík (2/0),
David Kotrys (4/0),
Ivo Krajčovič (12/0),
Jiří Krohmer (4/0),
Stanislav Krpec (7/1),
Miroslav Laštůvka (25/3),
Aleš Látal (3/0),
David Macháček (18/1),
Tomáš Mazouch (4/0),
Josef Mucha (4/0),
Petr Novosad (2/0),
David Rojka (15/7),
David Rozehnal (1/0),
Tomáš Řehák (23/1),
Vojtěch Schulmeister (6/0),
Patrik Siegl (2/0),
Michal Spáčil (4/0),
Michal Ševela (25/4),
Aleš Škerle (22/1),
Radek Špiláček (2/0),
Lubomír Štrbík (26/4),
Aleš Urbánek (1/0),
Tomáš Večeřa (15/0),
Martin Vyskočil (22/4),
Michal Vyskočil (6/0),
Pavel Zbožínek (2/0),
Luděk Zdráhal (10/1) –
trenéři Oldřich Machala (1.–12. kolo) a Zdeněk Psotka (13.–30. kolo)

### FK Chomutov
Jan Četverik (26/0),
Bogdan Stefanović (5/0) –
Luděk Altman (29/0),
Petr Benát (10/0),
Petr Brabec (13/0),
Václav Budka (1/0),
Ladislav Doksanský (24/3),
Michal Doležal (5/3),
Pavel Džuban (26/0),
David Filinger (7/0),
Roman Harvatovič (18/3),
Patrik Holomek (25/5),
Martin Hruška (23/2),
Jiří Kostečka (19/0),
Zdeněk Kotalík (8/0),
Lukáš Kozubík (2/0),
David Köstl (12/0),
Martin Maděra (22/3),
Lukáš Ohněník (13/2),
Martin Pěnička (9/0),
Jan Poláček (19/1),
Jan Rezek (13/4),
Vlastimil Ryška (8/0),
Václav Sedlák (22/3),
Jaroslav Sláma (1/0),
Petr Strouhal (14/0),
František Šimek (9/0),
Peter Štyvar (8/0) –
trenér Džimis Bekakis

### SK Spolana Neratovice
David Allert (3/0),
Václav Winter (27/0) –
Jiří Bezpalec (28/2),
Jiří Bílek (11/0),
Jan Brendl (15/2),
Adam Brzezina (30/11),
Jiří Dozorec (27/1),
Tomáš Fingerhut (29/1),
Pavel Janeček (26/3),
Jaroslav Jindřich (1/0),
Tomáš Kalán (26/0),
Petr Kirschbaum (13/1),
Jaroslav Králík (20/0),
Tomáš Kretek (19/3),
Milan Matějček (2/0),
Kamil Matuszny (13/1),
Dušan Půda (18/1),
Miroslav Rišian (24/0),
Stanislav Rožboud (8/0),
Jaroslav Škoda (25/4),
Jaroslav Vrábel (26/2),
Petr Zábojník (21/1) –
trenér Luděk Kokoška

### SK Baník Ratíškovice
Pavel Barcuch (27/0),
Karel Neuman (3/0),
Jan Ševela (2/0) –
Josef Bábíček (14/0),
René Bábíček (26/0),
Lukáš Cejthamr (2/0),
Jiří Frait (1/0),
Jiří Grufík (2/0),
Jaroslav Holeček (2/0),
Petr Hupka (28/2),
Michal Hýbner (28/4),
Jaroslav Janošek (6/0),
Radim Kopl (3/0),
Michal Kordula (12/0),
Dalibor Koštuřík (15/0),
Tomáš Kotásek (18/0),
Jaroslav Kouřil (13/0),
Karel Kroupa (7/0),
Karel Kulyk (8/0),
Milan Kulyk (8/1),
Aleš Látal (11/0),
Marek Lunga (1/0),
Vlado Ondráš (8/0),
Tomáš Podrazil (14/1),
Lubomír Průdek (10/0),
Zbyněk Rozsypálek (9/0),
Ondřej Smetana (10/1),
Pavel Svoboda (29/3),
Radovan Švaniga (2/0),
Jan Toman (3/0),
Pavel Toman (26/0),
Luděk Urbánek (26/6),
Tomáš Vařák (1/0),
Jiří Vít (29/1) –
trenér Jiří Dekař

### FK Mogul Kolín
David Čižinský (27/0),
Petr Oudran (4/0) –
Václav Antoš (25/0),
Vladimír Bálek (13/1),
Radek Bukač (8/3),
Martin Daňhel (8/1),
Ladislav Doseděl (28/1),
Radek Dosoudil (13/0),
Roman Hendrych (11/0),
Pavel Holý (12/0),
Radek Hrubý (24/0),
Jaroslav Hrůza (6/0),
Radovan Klička (9/0),
Lukáš Kmoch (28/1),
Marek Kopecký (9/2),
Tomáš Kulvajt (13/2),
Petr Kunášek (26/0),
Josef Martin (2/0),
Tomáš Michal (13/0),
Jiří Müller (9/0),
Pavel Novák (13/2),
Miroslav Paták (18/1),
Kamil Pecivál (8/0),
Josef Petřík (3/0),
Petr Průcha (6/0),
Tomáš Sedláček (13/3),
Antonín Spěvák (4/0),
Milan Svoboda (8/0),
František Ševinský (19/3),
Roman Tlučhoř (18/0),
Pavel Vašíček (13/0),
Jiří Výborný (1/0) –
trenér Stanislav Kocourek